# Selections from George Gershwin's folk opera Porgy and Bess
Decca Presents Selections from George Gershwin's folk opera Porgy and Bess consiste en dos volúmenes de discos, el primero de ellos publicado en 1940 y el siguiente en 1942.
El álbum de 1940 fue el primero en grabar selecciones de la ópera de George Gershwin Porgy and Bess, interpretada por miembros del elenco original del Teatro de Broadway desde 1935. Los únicos intérpretes involucrados fueron Todd Duncan con Porgy y Anne Brown como Bess. Duncan cantó "It Ain't Necessarily So", el cual es interpretado en la ópera por el personaje Sportin' Life. Anne Brown cantó "Summertime" (inicialmente interpretada en la ópera por el personaje "Clara") y "My Man's Gone Now" (cantada en la ópera por "Serena"). Decca Records lanzó originalmente este primer volumen en cuatro discos de vinilo de doce pulgadas y 78 rpm, a los cuales le asignó los números 29067, 29068, 29069 y 29070.
Después de que Porgy and Bess fue revivida en Broadway en 1942, Decca llevó al elenco de la nueva versión a grabar más canciones que no fueron grabadas dos años antes, editando un "Volumen Dos". Esta grabación originalmente consistía en 3 discos de vinilo de diez pulgadas, a los cuales Decca Records asignó los números 23250, 23251 y 23252.
Unos pocos años después, Decca relanzó los álbumes como un LP titulado Selections from Porgy and Bess en febrero de 1950. Éste se mencionaba como el "álbum con en elenco original" a pesar de que sólo participaron miembros seleccionados de los dos elencos.

## Elenco
- Todd Duncan (Porgy) (Sportin Life en "It Ain't Necessarily So")
- Anne Brown (Bess) (Clara en "Summertime") (Serena en "My Man's Gone Now")
- Avon Long (Sportin' Life)
- Edward Matthews (Jake)
- Helen Dowdy (Strawberry Woman)
- William Woolfolk (Crab Man)
- Georgette Harvey (Maria)
- Gladys Goode
- Coro de Eva Jessye
- Orquesta Sinfónica de Decca
- Alexander Smallens, director de orquesta

## Lista de canciones

### Volumen 1 (1940)
| Pista | Título                    |
| ----- | ------------------------- |
| 1.    | Overture and Summertime   |
| 2.    | My man's gone now         |
| 3.    | I got plenty o' nuttin'   |
| 4.    | Buzzard song              |
| 5.    | Bess, you is my woman     |
| 6.    | It ain't necessarily so   |
| 7.    | The requiem               |
| 8.    | Porgy's lament and Finale |

### Volumen 2 (1942)
| Pista | Título                                          |
| ----- | ----------------------------------------------- |
| 1.    | A woman is a sometime thing                     |
| 2.    | It take a long pull to get there                |
| 3.    | What you want wid Bess?                         |
| 4.    | Street cries                                    |
| 5.    | I loves you, Porgy                              |
| 6.    | There's a boat dat's leavin' soon for New York. |

### LP combinado (febrero de 1950)
| Pista | Título                                         |
| ----- | ---------------------------------------------- |
| 1.    | Overture and Summertime                        |
| 2.    | A woman is a sometime thing                    |
| 3.    | My man's gone now                              |
| 4.    | It takes a long pull to get there              |
| 5.    | I got plenty o' nuttin'                        |
| 6.    | Buzzard song                                   |
| 7.    | Bess, you is my woman                          |
| 8.    | It ain't necessarily so                        |
| 9.    | What you want wid Bess?                        |
| 10.   | Strawberry woman's call                        |
| 11.   | Crab man's call                                |
| 12.   | I loves you Porgy                              |
| 13.   | The requiem                                    |
| 14.   | There's a boat dat's leavin' soon for New York |
| 15.   | Porgy's lament and Finale.                     |